# Ásgeir Ásgeirsson (snookerzysta)
Ásgeir Ásgeirsson (ur. 18 grudnia 1972) – islandzki snookerzysta.

## Kariera
Na Mistrzostwach Świata U21 w 1993 roku Ásgeir Ásgeirsson dotarł do 1/8 finału gdzie przegrał 0:5 ze swoim rodakiem Jóhannesem B. Jóhannessonem. Dotarł do ćwierćfinału Mistrzostw Nordyckich w 2000 i 2003 roku.  W 2004 roku dotarł do finału mistrzostw Islandii. Przegrał tam jednak 1:9 z Brynjarem Valdimarssonem. W następnym roku zdobył tytuł, pokonując w finale Gunnara Hreiðarssona 9:2.

## Finały w karierze

### Finały amatorskie 2 (1-1)
| Rezultat  |    | Rok  | Turniej              | Przeciwnik           | Wynik |
| --------- | -- | ---- | -------------------- | -------------------- | ----- |
| Finalista | 1. | 2004 | Mistrzostwa Islandii | Brynjar Valdimarsson | 1:9   |
| Zwycięzca | 1. | 2005 | Mistrzostwa Islandii | Gunnar Hreiðarsson   | 9:2   |